# Schedotrioza luteogalla
Schedotrioza luteogalla är en insektsart som beskrevs av Taylor 1990. Schedotrioza luteogalla ingår i släktet Schedotrioza och familjen spetsbladloppor. Inga underarter finns listade i Catalogue of Life.